# Беране (община)
Община Беране (серб./чорн. Општина Беране/Opština Berane) — община/громада в Чорногорії. Адміністративний центр общини — місто Беране Населення становить близько 35 000 (2003).
Громада розташована в північно-східній частині Чорногорії на південь від кордону з Сербією, у долині річки Лім, в історико-географічній області Санджак. Територія общини оточена гірськими масивами: зі сходу — Цмилєвице, із заходу Бєласиця і Проклетія, з півночі Тивранське нагір'я, а з півдня — хребти Сутєска та Превія, які є природним межами громади Беране.

## Національний склад
Згідно з переписом населення країни, станом на 2003 рік:
| Етничні групи                   | Населення | Процент  |
| ------------------------------- | --------- | -------- |
| серби                           | 16.309    | 46,50 %  |
| чорногорці                      | 8.950     | 25,52 %  |
| боснійці                        | 5.662     | 16,14 %  |
| не визначилися з національністю | 1.188     | 3,38 %   |
| інші                            | 2.958     | 8,46 %   |
| Загалом                         | 35.068    | 100,00 % |

## Населені пункти общини/громади
| - Беране Berane - Азане Azane - Бабино Babino, - Бастахе Bastahe, - Беран Село Beran Selo, - Бор Bor, - Бубанє Bubanje, - Будимля Budimlja, - Буче Buče, - Велидже Veliđe, - Виницька Vinicka, - Вршево Vrševo, - Вуча Vuča, - Главаца Glavaca, - Годочелє Godočelje, - Горажде Goražde, - Горня Врбиця Gornja Vrbica, - Горнє Заостро Gornje Zaostro, - Дапсичі Dapsići, - Даща Рієка Dašča Rijeka, - Добродоле Dobrodole, - Долац Dolac, - Доня Врбиця Donja Vrbica, - Доня Ржаниця Donja Ržanica, - Донє Заостро Donje Zaostro, - Донє Луге Donje Luge, - Драгосава Dragosava, - Загір'я Zagorje, - Заград Zagrad, - Заградже Zagrađe | - Йоговиця Johovica, - Калиця Kalica, - Калудра Kaludra, - Крущиця Kruščica, - Курикуче Kurikuće, - Лагатори Lagator'и, - Лазі Lazi, - Лубниці Lubnice, - Лужац Lužac, - Лєшниця Lješnica, - Маште Mašte, - Мезгалі Mezgalji, - Муровац Murovac, - Орах Orah, - Орахово Orahovo, - Пахуль Pahulj, - Петнік Petnjik, | - Петніця Petnjica, - Пешца Pešca, - Понор Ponor, - Пороче Poroče, - Прачевац Praćevac, - Радманці Radmanci, - Радмужевичі Radmuževići, - Ровца Rovca, - Руїста Rujišta, - Савин Бор Savin Bor, - Скакавац Skakavac, - Тмушичі Tmušići, - Трпезі Trpezi, - Туцанє Tucanje, - Црний Врх Crni Vrh, - Црвлєвине Crvljevine, - Штитарі Štitari, - Яворова Javorova, - Яшовичі Jašovići |